# کاچای میلیوک (آریزونا)
کاچای میلیوک (به انگلیسی: Kahachi Miliuk) یک منطقهٔ مسکونی در ایالات متحده آمریکا است که در آریزونا واقع شده‌است. کاچای میلیوک ۹۰۱ متر بالاتر از سطح دریا واقع شده‌است.